# La Lande-de-Goult

La Lande-de-Goult este o comună în departamentul Orne, Franța. În 1 ianuarie 2022 avea o populație de 186 de locuitori.